# صوف صخري

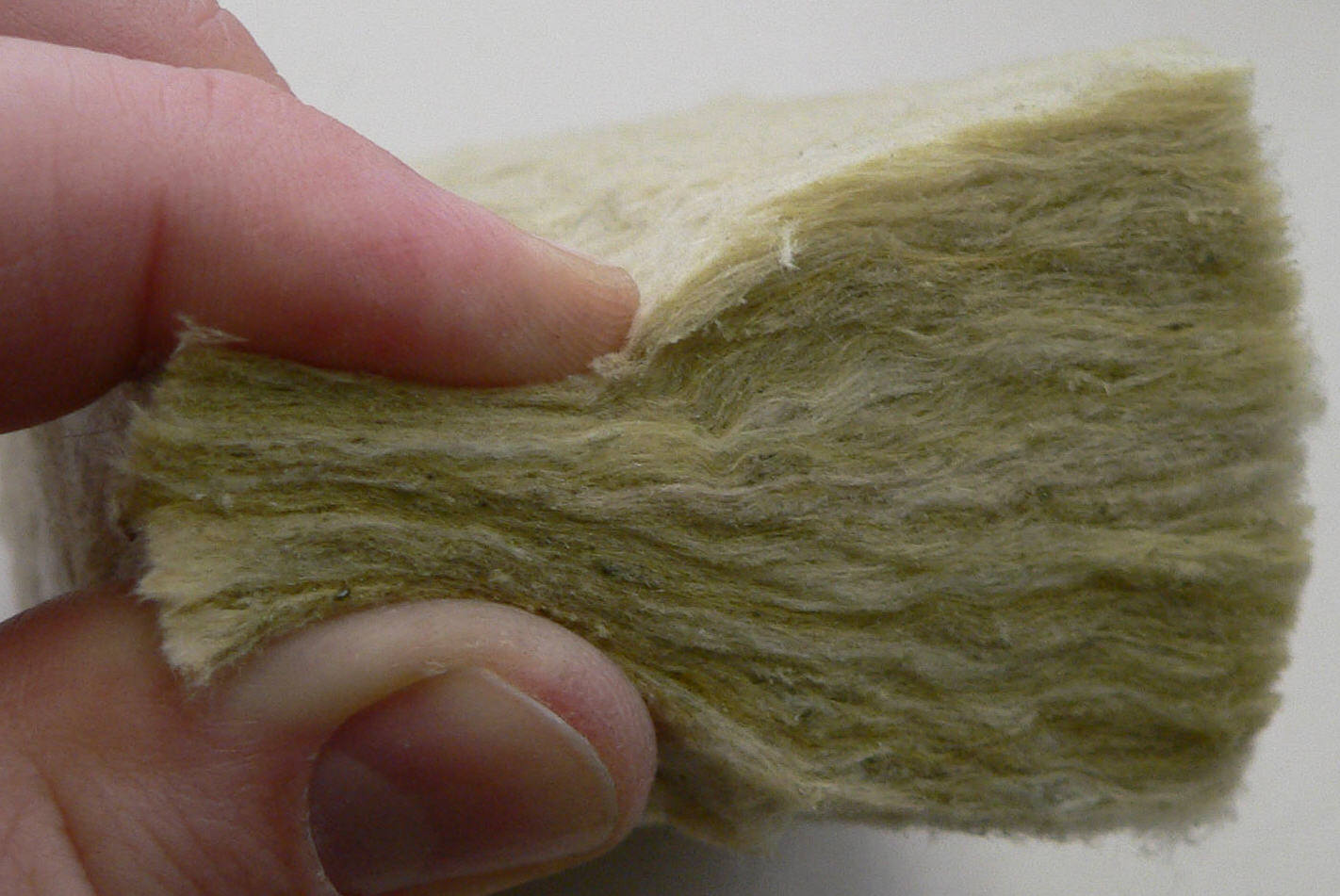
الصوف الصخري (المعدني) عن قرب.

الصوف الصخري (بالإنجليزية: Mineral Wool)ويُطلق عليه أيضا الصوف المعدني أو الألياف المعدنية أو ألياف معدنية من صنع الإنسان هو عبارة عن ألياف مصنوعة من المعادن الطبيعية أو الاصطناعية. يستعمل الصوف الصخري بكفائة عالية في تطبيقات العزل الحراري والعزل الصوتي ومنع انتشار الحريق حيث يوفر جميع هذه المزايا في وقت واحد وذلك لتميزه بمعامل توصيل حراري منخفض جداً ولقدرته العالية على امتصاص الموجات الصوتية الساقطة عليها. 

## تاريخ
تم اختراع الصوف الصخري لإول مرة في عام 1840 في ويلز، بريطانيا من قبل إدوارد باري، إلا أنه فشل في إنتاجه تجاريا. وقد أنتج لأول مرة تجاريا في عام 1871 في أوسنابروك في ألمانيا. 

## الإنتاج
تُنتج ألياف الصوف الصخري من الصخور البركانية الطبيعية حيث يتم صهرها عند درجة حرارة تفوق 1500 درجة مئوية ويتم غزلها بواسطة مكائن خاصة لتحويلها إلى ألياف تتميز بالمرونة وبدرجة الانصهار العالية ويتم تجميع الآلياف على خطوط إنتاج خاصة وتشكيلها للحصول على الأنواع المختلفة من الصوف الصخري، وهي: الألواح، اللفائف، الفرشات، مغلفات الأنابيب، الصوف السائب. ويتم أنتاج هذه الأنواع بأبعاد وكثافات متفاوته. 

## الإستخدامات

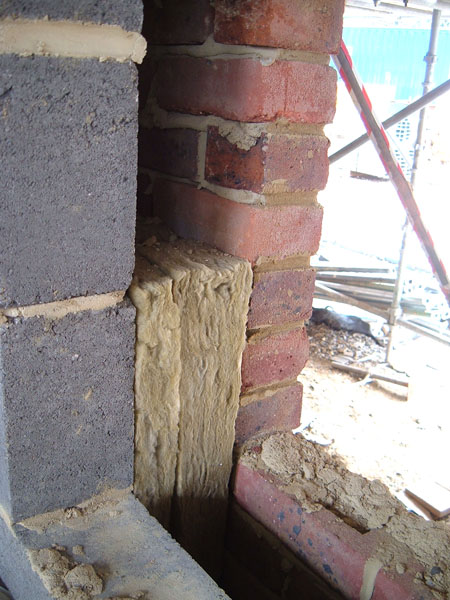
جدار مجوف يحتوي على الصوف الصخري للعزل الحراري.

عند تركيب الصوف الصخري داخل الجدران فإنه يعمل على التقليل من نسبة الصوت المنتقل عبر القاطع إلى الجهة المجاورة. كما انه يمتاز بمعامل امتصاص صوت مرتفع، وهو غير قابل للاحتراق، حيث تتميز شعيرات الصوف الصخري بخلوها من المواد العضوية ما جعلها تحافظ على وزنها عند تعرضها للحريق. ويمتاز الصوف الصخري أيضا بأنه غير قابل لامتصاص الرطوبة والمياه، حيث تعتبر شعيرات الصوف الصخري غير عاشقة للمياه.
وتشمل التطبيقات الصناعية في الصوف المعدني أو الصخري إلى جانب العزل الحراري وعزل الصوت على حد سواء، العزل الهيكلي وعزل الأنابيب، والترشيح، وإنبات الشتلات. 
الحرارة التي يمكن للمادة تحملها هي كالتالي: 
| المادة          | درجة الحرارة     |
| --------------- | ---------------- |
| الصوف الزجاجي   | 230 - 260° مئوية |
| الصوف الحجري    | 700 - 850° مئوية |
| ألياف السيراميك | 1200° مئوية      |

## وصلات خارجية
- إحصاءات وثائق كندا على شحنات من الصوف المعدني
- استعراض البيانات المنشورة عن الصوف المعدني أثناء عملية التركيب